# نسقان
بتا تاج شمالی یک ستاره است که در صورت فلکی تاج شمالی قرار دارد.